# Pyrausta postmediofusalis
Pyrausta postmediofusalis is een vlinder van de familie van de grasmotten (Crambidae). De wetenschappelijke naam van deze soort is voor het eerst voorgesteld door Michael Seizmair in een publicatie uit 2022.
De soort komt voor in Oman.